# Венгерово
Венгерово (рос. Венгерово) — село, адміністративний центр Венгеровського району Новосибірської області. Утворює сільське поселення Венгеровська сільрада — одне з найбільших сільських поселень Новосибірської області, населення — 6928 осіб (на 1 січня 2012).
Село розташовано на річці Тартас.

## Населення
| 1959  | 1970  | 1979  | 1989  | 2002  | 2007  | 2010  |
| ----- | ----- | ----- | ----- | ----- | ----- | ----- |
| 4568  | ↗5161 | ↗5948 | ↗7191 | ↘7165 | ↗7325 | ↘7035 |
| 2012  | 2013  | 2014  | 2015  | 2016  | 2017  |       |
| ↘6928 | ↘6860 | ↘6691 | ↘6667 | ↘6616 | ↗6671 |       |